# آني إديسون تايلور
آني إديسون تايلور (بالإنجليزية: Annie Edson Taylor)‏ (24 أكتوبر 1838 - 29 أبريل 1921) معلمة أمريكية، استطاعت في عيد ميلادها، الذي يوافق 24 أكتوبر 1901، أن تكون أول شخص يقوم برحلة على شلالات نياجرا في برميل. كانت دوافعها مالية لكنها لم تجني الكثير من المال من مغامرتها.